# Nacionalno prvenstvo ZDA 1924
Nacionalno prvenstvo ZDA 1924 v tenisu.

## Moški posamično
Bill Tilden :  Bill Johnston  6-1 9-7 6-2

## Ženske posamično
Helen Wills Moody :  Molla Bjurstedt Mallory  6-1, 6-3

## Moške dvojice
Howard Kinsey /  Robert Kinsey :  Gerald Patterson /  Pat O'Hara Wood 7–5, 5–7, 7–9, 6–3, 6–4

## Ženske dvojice
Hazel Hotchkiss Wightman /  Helen Wills :  Eleanor Goss /  Marion Zinderstein Jessup 6–4, 6–3

## Mešane dvojice
Helen Wills /  Vincent Richards :  Molla Bjurstedt Mallory /  Bill Tilden 6–8, 7–5, 6–0